# Asketanthera obtusifolia
Asketanthera obtusifolia är en oleanderväxtart som beskrevs av Brother Alain. Asketanthera obtusifolia ingår i släktet Asketanthera och familjen oleanderväxter. Inga underarter finns listade i Catalogue of Life.